# Scarus trispinosus
Scarus trispinosus is een  straalvinnige vissensoort uit de familie van papegaaivissen (Scaridae). De wetenschappelijke naam van de soort is voor het eerst geldig gepubliceerd in 1840 door Valenciennes.
De soort staat op de Rode Lijst van de IUCN als Bedreigd, beoordelingsjaar 2008. De omvang van de populatie is volgens de IUCN dalend.